# Hyptidendron
Hyptidendron là một chi thực vật có hoa trong họ Hoa môi (Lamiaceae).

## Loài
Chi Hyptidendron gồm các loài: